# Ana Vidal Egea
Ana Vidal Egea (Dolores de Pacheco, Murcia, 1984) es una poeta y periodista nacida en España y naturalizada estadounidense. Es una de las voces españolas más prominentes en la diáspora. 

## Reseña biográfica
A los 26 años se Doctoró en Literatura Comparada escribiendo la primera tesis doctoral sobre la obra de la dramaturga Angélica Liddell. En 2010 se trasladó a Estados Unidos a trabajar como gestora en el Centro Cultural de España en Miami, perteneciente a la red de la Agencia Española de Cooperación Internacional. En la actualidad vive en Nueva York.
Ha publicado novela, poesía, relato y ensayo. Su obra ha sido reconocida con numerosos premios en distintas disciplinas, entre los que destaca haber ganado "La voz + Joven" de la Casa Encendida y haber sido Finalista del Premio Adonais de Poesía (2014) o del Jóvenes Talentos Booket, de la Editorial Planeta (2006). 
Desde el 2017 escribe para El País y colabora con otros espacios culturales como Jot Down o Letras Libres .

## Periodismo Social
Colabora con el periódico El País informando desde Nueva York, donde tiene acceso directo a figuras clave que marcan las tendencias globales. 
Con una sólida trayectoria en tecnología, ha centrado su trabajo en las implicaciones sociales de la inteligencia artificial, no solo a través de artículos en profundidad, sino también entrevistando a destacadas mujeres del sector y abordando cuestiones de equidad de género. Su labor incluye entrevistas con algunos de los pensadores más influyentes en tecnología, cultura y academia, como Meredith Whittaker . Timnit Gebru , Kate Crawford , y Jane Mansbridge , así como con reconocidos sociólogos como Jonathan Haidt y el historiador Robert Peckham. A través de estas conversaciones, ha explorado perspectivas filosóficas y críticas sobre las transformaciones sociales. También es ampliamente reconocida por escribir conmovedores perfiles en los que retrata a figuras que han dejado una huella en la sociedad. Entre ellas, las activistas Huwaida Arraf y Melanie Joy, las escritoras Miranda July y Sigrid Nuñez, destacados intelectuales como Cornel Westo la fundadora de Bluesky, Jay Graber.
En el 2024 se le concedió el Premio Carmen de Burgos (Colombine) de divulgación feminista por su artículo "El reconocimiento tardío, ¿de qué sirve?" convocado por la Asociación Histórica de Estudios sobre la mujer y el Vicerrectorado de Igualdad y Política Social de la Universidad de Málaga.
En mayo de ese mismo año, se unió a la recién lanzada edición estadounidense El País US, dedicada a noticias que impactan a los hispanos en EE. UU. Su propósito fue cambiar la narrativa en torno a la comunidad latina, eligiendo temas que destacaran su éxito, resiliencia y contribución al enriquecimiento social del país. Amplió su cobertura para incluir no solo las experiencias de inmigrantes y refugiados, sino también el trabajo de artistas latinoamericanos que están transformando el panorama cultural. Así, Vidal se convirtió en uno de las mayores altavoces del éxito de los latinos en EE.UU. Entre las entrevistas realizadas, destaca la que le hizo a María Magdalena Campos-Pons, Carlos Martiel, José Parlá y Regina José Galindo, así como con figuras literarias como Valeria Luiselli, Marie Arana, Lina Meruane y Selva Almada, entre otros.

## Poesía
En el prólogo a su primer libro, Dolores-Manhattan, , la poeta Amalia Iglesias la definió como «la voz de una generación», refiriéndose a los jóvenes españoles en la diáspora. Su poema «Nosotros» fue adaptado al formato visual por RTVE en colaboración con Radio 3.
Representó a España en el Festival Latinoamericano de Poesía de Viena con el apoyo de Acción Cultural Española (2018), en la FILNY y en la Miami Book Fair .
Ha sido seleccionada entre las 17 poetas nacidas entre 1970 y 1991 más destacadas de España  y fue incluida en el artículo "Poetas para un nuevo 27: la generación de mujeres que domina la poesía en español"  que ocupó la portada de Babelia en enero del 2024.

## La buena muerte
Parte de su trabajo periodístico radica en visibilizar la importancia de hablar de la muerte con naturalidad. A raíz del interés que suscitó su experiencia como doula del final de la vida narrada en varios artículos, en 2019 lanzó el proyecto La buena muerte. 
En el 2022 publicó «Cómo acompañar a morir. Una guía práctica para doulas del final de la vida y cuidadores» que fue traducida al portugués. El libro tuvo muy buena acogida por público y medios. , , , , , .
Desde ese mismo año dirige también el primer podcast en español sobre la muerte Hablemos de la muerte, que en solo un año se posicionó como uno de los más escuchados en el ámbito de la espiritualidad en España, siendo muy escuchado también en Argentina, México y Colombia.

## Tecnología
Abandonó el mundo académico para adentrarse en la industria tecnológica y comprender de una forma más profunda sus implicaciones sociales. A lo largo de su carrera, ha liderado proyectos para algunas de las empresas más importantes del mundo, entre ellas Google, META  y TikTok, con el objetivo de infundir un sentido de humanidad a la tecnología. Un ejemplo de ello fue la campaña para el Día Mundial de la Poesía  que creó durante los años que lideró el Asistente de Google en España. A través de esta iniciativa, los usuarios pueden pedir poemas al asistente de Google y diferentes poetas, entre los que se incluye Antonio Gamoneda, recitan sus propios poemas.

## Otras artes
En 2017 presentó Get Married at the Airport, su primera película documental en el New York Independent Film Festival, con la que ganó varios premios. En 2018 presentó en Nueva York «Dos Mujeres» la primera obra de teatro que escribió y dirigió, protagonizada por Nicole Costa y Yael Barnatán. 

## Obras
- Cómo acompañar a morir. Una guía práctica para doulas del final de la vida y cuidadores (divulgación, La esfera de los libros, 2022)
- Todo este espacio (poesía, Prensas Universidad de Zaragoza, 2019)
- La oscura boca del mundo (novela, Lacre, 2017)
- Cuaderno de Asia (poesía, Amargord, 2016)
- Dolores-Manhattan (poesía, La Fea Burguesía, 2016)
- Noches Articas (novela, Baile del sol, 2012)
- La otra vida (relatos, Traspiés 2010)

## Premios y distinciones
- 2024. Premio Nacional Carmen de Burgos de feminismo divulgativo por el artículo "El reconocimiento tardío, ¿de qué sirve? publicado en El País. El premio está otorgado por la Asociación Histórica de Estudios sobre la Mujer y el Vicerrectorado de Igualdad y Política Social de la Universidad de Málaga (España).
- 2017. Premio del jurado "Get married at the airport" at Los Angeles Independent Film Forum (EE. UU).
- 2017. Mejor documental "Get married at the airport" at Los Angeles Independent Film Forum (EE. UU).
- 2017. Mejor película experimental "Get married at the airport" at Los Angeles Independent Film Forum (EE. UU).
- 2017. Best Woman Filmmaker, Barcelona Planet Film festival (España).
- 2017. Premio Alejandría de novela (España).
- 2014. Finalista Premio Adonais de Poesía (España).
- 2014. Premio Neurona Festival de cortometrajes 'Ser o no ser" (Murcia, España).
- 2012. Premio “Todos somos diferentes” XVI editcon. Organizado por la asamblea Juvenil de Derechos Civiles, en colaboración con la Fundación de Derechos Civiles y el INJUVE
- 2009. Premio "La voz+ joven 2009" Obra Social Caja Madrid- La Casa encendida.
- 2009. Premio Lobher de relato temático 2009. (Alfaro. La Rioja)
- 2009. Premio Foto-Poema Revista Aula Poesía (Málaga)
- 2009. Crítica de arte ganadora del concurso estival. Revista Claves de Arte (Madrid)
- 2009. I Premio Literario Mujeres Viajeras (Madrid)
- 2009. Premio Voces Nuevas 2009. Editorial Torremozas (Madrid)
- 2006. Finalista del Concurso de Jóvenes Talentos Booket, Grupo PLANETA
- 2005. Finalista Premio Literario El Fungible (Publicado en la editorial Suma de Letras)
- 2001. Premio XV Internacional de Poesía "Infant Blais" Bajo Llobregat. (Barcelona)
- 2005. Premio “Fernando Belmonte” (Madrid)
- 2005. Finalista Premios Literarios Murciajoven (Murcia)